# Taʻa ʻOa

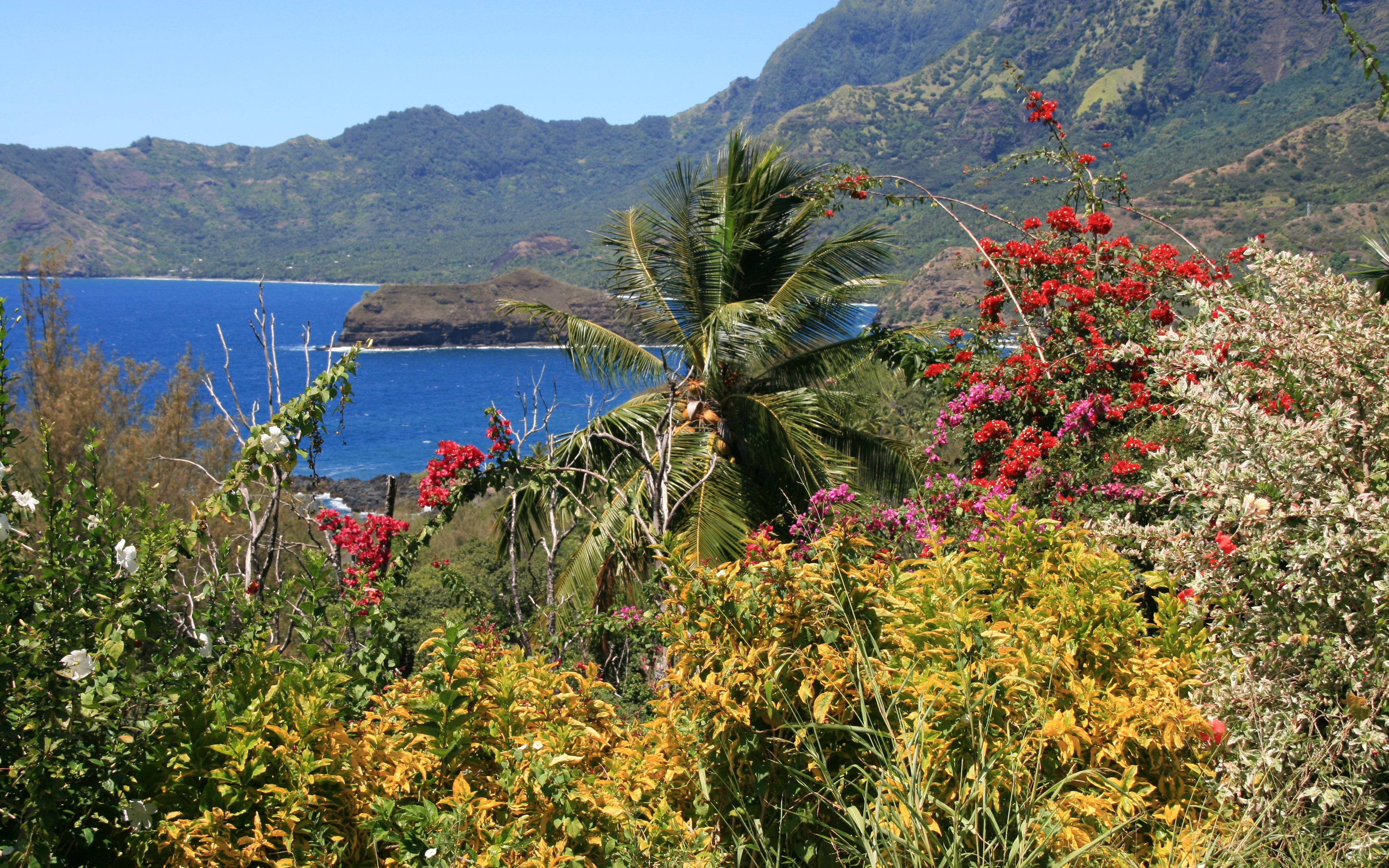
Vue sur la baie des Traîtres et le rocher Hanakee.

Taʻa ʻOa, plus connu par les Occidentaux sous le nom de baie des Traîtres, est la grande baie ouvrant le rivage sud de l’île d’Hiva ʻOa, dans l’archipel des Marquises.

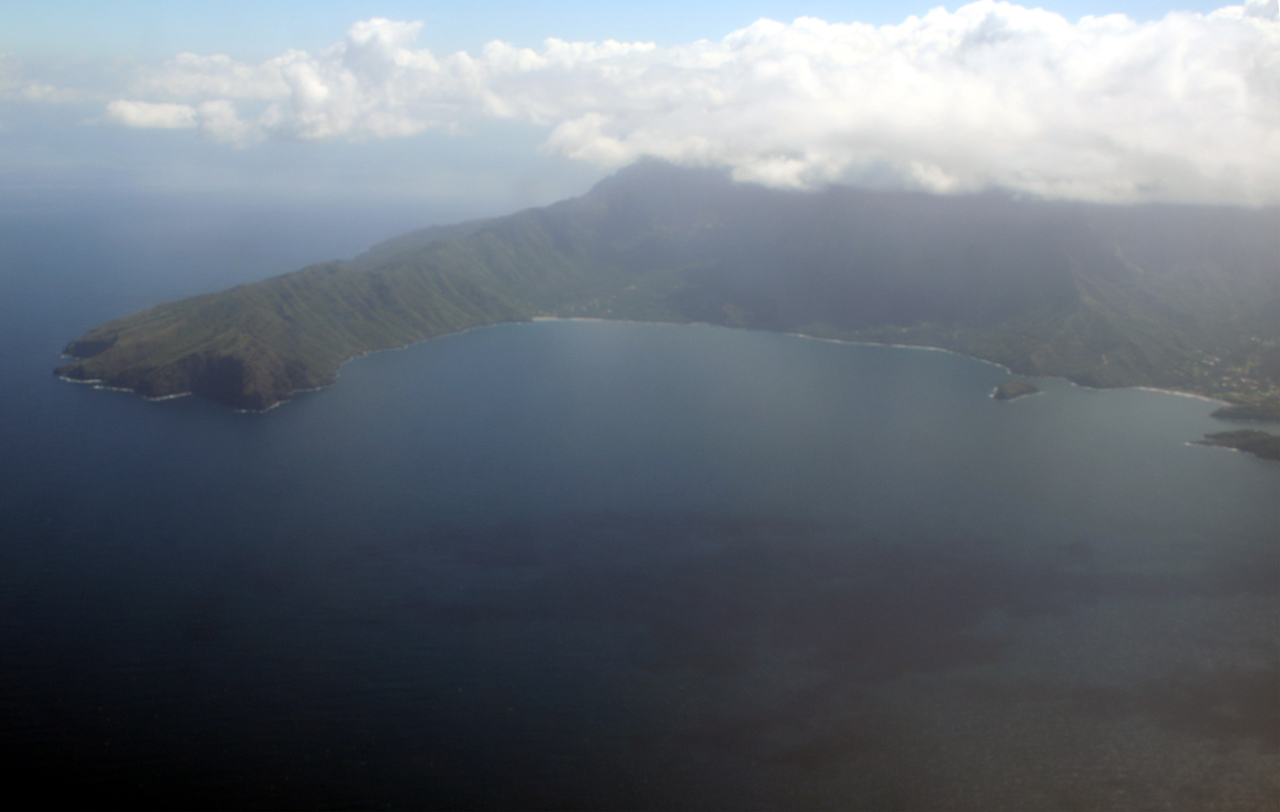
Vue d'avion

Atuona, centre administratif des Marquises du Sud et le chef-lieu de l’île, se situe au fond de la baie d’Atuona (Vevau en marquisien), encadrée à l’ouest par le rocher d’Hanakee et à l’est par une pointe nommée Feki, qui sépare le village de son port nommé Taha Uku.
Le mont Temetiu, point culminant d’Hiva ʻOa, s’élève à l’extrémité occidentale de la baie.